# Stavros Gavriel
Stavros Gavriel (Nicosia, 29 januari 2002) is een Cypriotisch voetballer. In januari 2024 maakte hij de overstap van APOEL naar SV Zulte Waregem. Hij speelt ook voor het Cypriotisch voetbalelftal.

## Carrière
Gavriel maakt zijn debuut voor APOEL in de Cypriotische Eerste klasse op 25 november 2020. Hij won met zijn team een thuisoverwinning van 2-0.
Toen hij 21 jaar was maakte hij op 12 oktober 2023 zijn debuut voor Cyprus in een EK-kwalificatie tegen Noorwegen. Deze werd met 0-4 verloren.
Op 23 januari 2024 tekende Stavros een contract bij SV Zulte Waregem. Stavros scoorde zijn 1e doelpunt voor de ploeg op 16 februari in datzelfde jaar. Ze wonnen de wedstrijd met 1-3 tegen Club NXT. Ook bezorgde hij hen hun eerste overwinning van het seizoen 2024-25 met een vroege treffer in de 10e minuut. Het werd 1-0 tegen KSC Lokeren-Temse.

## Clubstatistieken
Bijgewerkt tot 27 april 2025.
| Seizoen         | Club                | Land            | Competitie      | Competitie | Competitie | Beker | Beker | Europa | Europa | Totaal | Totaal |
| Seizoen         | Club                | Land            | Competitie      | Wed.       | Dlp.       | Wed.  | Dlp.  | Wed.   | Dlp.   | Wed.   | Dlp.   |
| --------------- | ------------------- | --------------- | --------------- | ---------- | ---------- | ----- | ----- | ------ | ------ | ------ | ------ |
| 2020/21         | APOEL Nicosia       | Vlag van Cyprus | A Divizion      | 17         | 1          | 3     | 1     | —      | —      | 20     | 2      |
| 2021/22         | APOEL Nicosia       | Vlag van Cyprus | A Divizion      | 5          | 1          | 1     | 0     | —      | —      | 6      | 1      |
| 2022/23         | → Akritas Chlorakas | Vlag van Cyprus | A Divizion      | 32         | 5          | 2     | 0     | —      | —      | 34     | 5      |
| 2023/24         | APOEL Nicosia       | Vlag van Cyprus | A Divizion      | 11         | 2          | —     | —     | 2      | 0      | 13     | 2      |
| 2023/24         | SV Zulte Waregem    | Vlag van België | Eerste klasse B | 14         | 1          | —     | —     | —      | —      | 14     | 1      |
| 2024/25         | SV Zulte Waregem    | Vlag van België | Eerste klasse B | 26         | 7          | 1     | 0     | —      | —      | 27     | 7      |
| Carrière totaal | Carrière totaal     | Carrière totaal | Carrière totaal | 105        | 17         | 7     | 1     | 2      | 0      | 114    | 18     |

1 Bostyn ·
3 Tanghe ·
4 Lemoine ·
7 Challouk ·
8 Rommens ·
9 Vossen  ·
10 Ablo Traoré ·
11 Gavriel ·
14 Barkarson ·
17 Diop ·
18 Tambedou ·
19 Nyssen ·
20 Hedl ·
21 Nnadi ·
22 Opoku ·
23 Van der Gouw ·
24 Erenbjerg ·
27 Diabaté ·
31 Willen ·
42 Dobbels ·
47 Labie ·
50 Van Damme ·
55 Cappelle ·
59 Demuynck ·
64 Sergeant ·
Coach: Vandenbroeck